# 첩보원 0011
《첩보원 0011》(영어: The Man from U.N.C.L.E.)은 1964년부터 1968년까지 NBC에서 총 4 시즌 방영된 미국의 첩보물 텔레비전 시리즈이다.
시즌 1은 흑백으로 제작되었으나 시즌 2부터 총천연색으로 방영되었다.
1966년 제18회 에미상에서 드라마 시리즈 작품상 후보에 올랐다.

## 개요
다국적 비밀 정보기관 U.N.C.L.E.(United Network Command for Law and Enforcement)의 문제 해결 전문 미국인 나폴리언 솔로(로버트 본 분)와 러시아인 일리야 쿠리야킨(데이비드 매캘럼 분)이 수장 알렉산더 웨이벌리(리오 G. 캐럴 분) 밑에서 매 화 새로운 임무를 수행한다.
주적인 정체불명의 집단 스러시(Thrush)의 목적은 세계를 지배하는 것이다. 스러시가 워낙 강력하고 위험한 까닭에 냉전 시대임에도 이념적으로 대립하는 미국, 소련과 같은 나라들마저도 다 같이 협력하는 다국적 기관이 창설되었다는 설정이다.
매 화 시청자들이 이입할 수 있는 대상인 무고한 일반인이 선악의 대결이 벌어지는 사건에 휘말린다.

## 출연진

#### 메인
- 로버트 본 - 나폴리언 솔로 역
- 데이비드 매캘럼 - 일리야 쿠리야킨 역
- 리오 G. 캐럴 - 알렉산더 웨이벌리 역

#### 리커링
- 바버라 무어 - 리사 로저스 역

#### 게스트이하
성 A-Z
- 클로드 에이킨스
- 에디 앨버트
- 허버트 앤더슨
- 리처드 앤더슨
- 이브 아든
- 레온 아스킨
- 자크 오부숀
- 마틴 볼섬
- 존 배너
- 젠타 베르거
- 셸리 버먼
- 로이드 보크너
- 서니 보노
- 바르바라 부셰
- 피터 브로코
- 빅터 브워노
- 테드 캐시디
- 셰어
- 린든 차일스
- 조앤 콜린스
- 글렌 코빗
- 이본 크레이그
- 브로더릭 크로퍼드
- 조앤 크로퍼드
- 퍼트리샤 크라울리
- 로버트 컬프
- 체사레 다노바
- 레이 댄턴
- 킴 다비
- 존 데이너
- 브래드퍼드 딜먼
- 제임스 두언
- 채드 에버렛
- 샤론 패럴
- 바버라 펠던
- 노먼 펠
- 앤 프랜시스
- 페기 앤 가너
- 해럴드 굴드
- 팻 해링턴 주니어
- 피터 해스컬
- 그레이슨 홀
- 다이애나 하일런드
- 질 아일랜드
- 조이스 제임슨
- 앤 제프리스
- 커트 캐스너
- 조지 키머스
- 리처드 킬
- 워너 클렘퍼러
- 마타 크리스틴
- 조라 램퍼트
- 엘사 랜체스터
- 마틴 랜다우
- 수 앤 랭던
- 앤절라 랜즈베리
- 조지 레이전비
- 재닛 리
- 준 록하트
- 허버트 롬
- 잭 로드
- 개빈 매클라우드
- 패트릭 맥니
- 윌리엄 마셜
- 린다 마시
- 말린 메이슨
- 머리 매서슨
- 다이앤 맥베인
- 메리언 매카고
- 대런 맥개빈
- 리 메리웨더
- 메리 앤 모블리
- 로런스 몬테인
- 리카르도 몬탈반
- 제럴드 모어
- 조애나 무어
- J. 캐럴 내시
- 레너드 니모이
- 레슬리 닐슨
- 저넷 놀런
- 조앤 오브라이언
- 캐럴 오코너
- 댄 오헐리히
- 수전 올리버
- 잭 팰런스
- 루차나 팔루치
- 얼 파머
- 우드로 파프레이
- 엘리너 파커
- 니어마이아 퍼소프
- 빈센트 프라이스
- 도러시 프로바인
- 매들린 루
- 마크 리치먼
- 지닌 라일리
- 퍼시 로드리게스
- 레티차 로만
- 시저 로메로
- 커트 러셀
- 조지 샌더스
- 투라 사타나
- 텔리 사발라스
- 알렉산더 스코비
- 밀턴 셀저
- 윌리엄 섀트너
- 레타 쇼
- 데이비드 샤이너
- 낸시 시나트라
- 에이브러햄 소페어
- 줄리 서머스
- 해럴드 J. 스톤
- 랠프 테이거
- 아킴 타미로프
- 테리토머스
- 맬러카이 스론
- 조지 터바이어스
- 립 톤
- 캐럴 웨인
- 프리츠 위버
- 주디 웨스트
- 제이슨 윙그린
- 설레스트 야낼

## 파생작
인기에 힘입어 파생 텔레비전 시리즈 《The Girl from U.N.C.L.E.》이 제작돼 1966년부터 1967년까지 NBC에서 총 1 시즌 방영되었다. 스테퍼니 파워스가 미국인 요원 에이프릴 댄서 역으로, 노엘 해리슨이 파트너인 영국인 요원 마크 슬레이트 역으로 출연하였으며, 리오 G. 캐럴이 알렉산더 웨이벌리 역으로 재등장하였다.